# Берзький лев
Берзький лев — геральдична тварина колишнього Берзького герцогства. Сьогодні багато громад, міст і районів, розташованих там, а також компаній і асоціацій, все ще мають його на своїх гербах.

## Походження
Геральдична тварина, відома як «берзький лев», спочатку була лімбурзьким левом. Цього лева до герба Берга додав Генріх IV Лімбурзький після того, як графство Берг успадкувала його дружина Ірмгарда Берзька. Останнім графом зі старого дому Бергів був Енгельберт II. Граф Берзький, який був архієпископом Кельна з 1216 року, мав ім'я Енгельберт I Кельнський. Енгельберт зайняв Берг після смерті свого брата Адольфа, який загинув перед Дамієттою у 1218 році, і вів війну з Лімбургами. Мирний договір 1220 року між Енгельбертом і Лімбургами регулював спадщину від Енгельберта до Генріха, який мав успадкувати лише після смерті Енгельберта. Невдовзі після насильницької смерті графа Енгельберта II у 1225 році Генріх взяв під свій контроль графство, на яке його дружина Ірмгард мала б право як спадкоємиця Адольфа у 1218 році. Наступного року його шурина Фрідріха Ізенберзького колесували перед Северинською брамою в Кельні, оскільки він був винен у смерті свого двоюрідного брата Енгельберта Берзького/Кельнського.

## Зображення

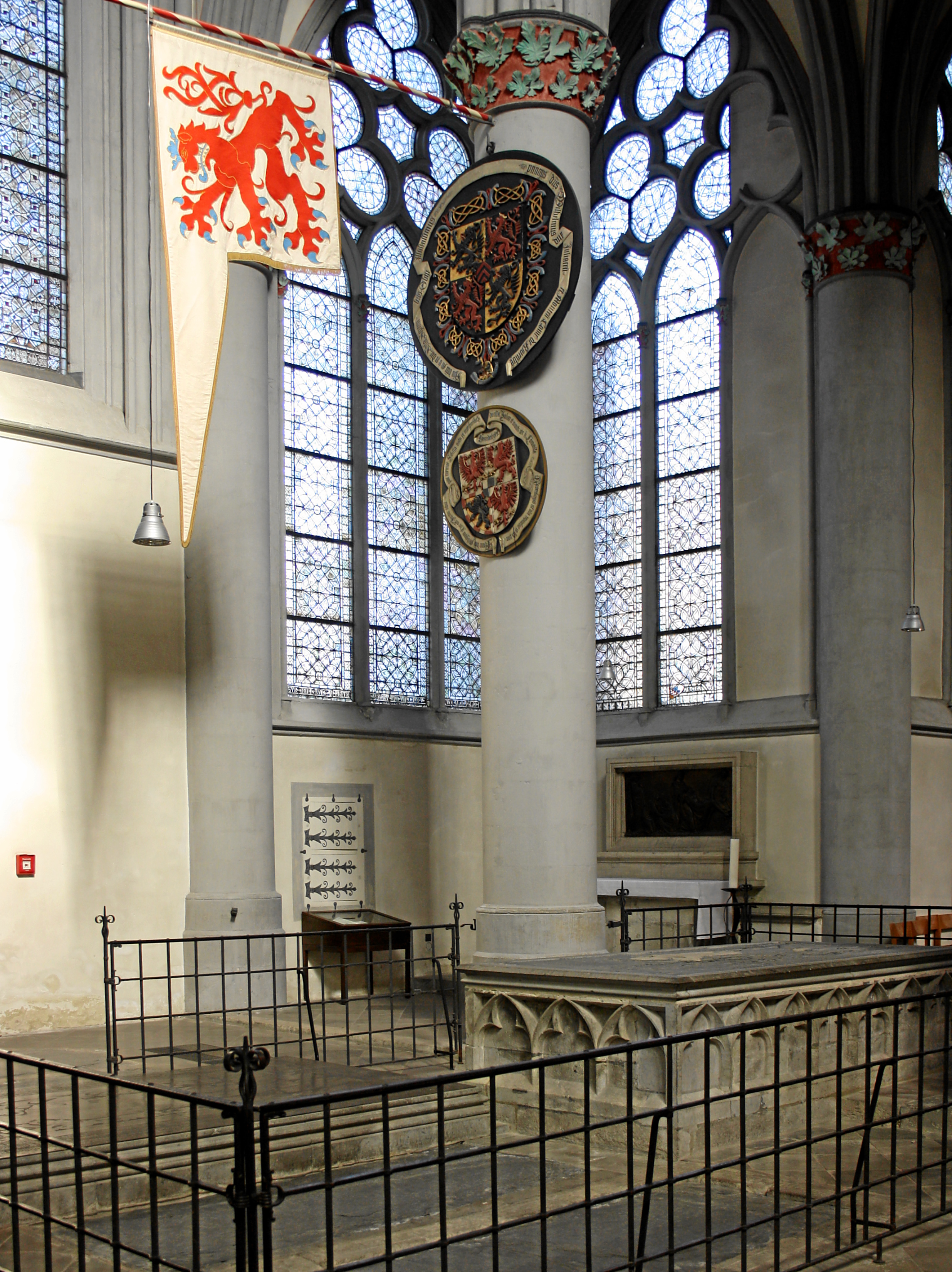
Прапор із берзьким левом у Альтенберзькому соборі над місцем поховання герцогів Бергів

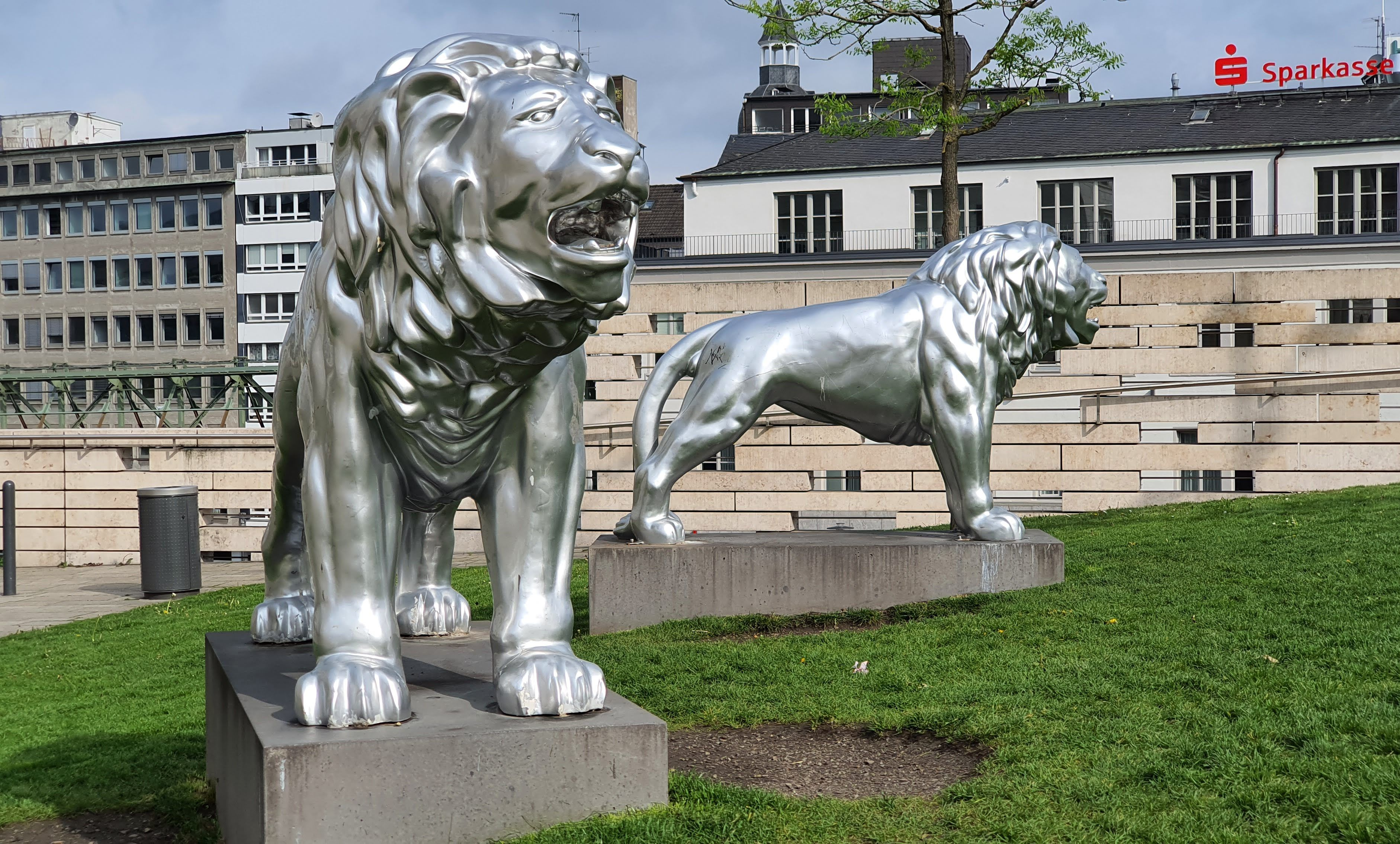
Сучасна інтерпретація берзьких левів перед колишнім Федеральним залізничним управлінням на центральному вокзалі Вупперталя (Ельберфельд).

У гербі Бергіша бергіський лев зображений червоним кольором у срібному полі. На відміну від лімбурзького лева, він має синю корону та озброєння. У минулому берзький лев, як і лімбурзький лев, мав золоту корону. З блакитною короною він з'являється лише в джерелі XVI століття. Як лімбурзький, так і бергзький леви мають подвійний хвіст — розділений і перехрещений. У контексті описів гербів лопатевий язик і кігті називають зброєю. Забарвлення бергзького лева чергувалося між червоним і синім. Коли у ХІХ столітті утвердилася блакитна корона, озброєння залишилося блакитним. Історик Бернхард Фольмер вбачав у цьому чудову символіку бергзького сталеливарного виробництва. Великі витягнуті лапи особливо не згадуються в описах гербів, оскільки це положення є типовим. Лев — поширена геральдична фігура в геральдиці. Він має стандартне здиблене положення фігури. Його напрямок зору вправо також є стандартним у геральдиці і не згадується окремо в описі герба.
Багато міст і громад Бергіша, а також компаній або клубів, таких як Байєр 04 Леверкузен, представили бергізького лева на своїх гербах і печатках, він часто прикрашений різними знаряддями, такими як мечі, якорі, ключі, сільськогосподарське обладнання або; інші символи. Огляд подано в списку гербів із бергзьким левом.

## Бергзький лев на гербі Дюссельдорфа

Отто Гупп: Герб Дюссельдорфа (1938)

Бергзький лев став фігурою герба Дюссельдорфа, ймовірно, через печатку дюссельдорфських олдерменів, а згодом дав назву дюссельдорфській левовій гірчиці.
На початку січня 1916 року дерев'яну статую бергзького лева встановили на цоколі з черепашнику як «символ війни» (фігура цвяха для забивання цвяхів) в кінці міського рову на Кенігсале біля Граф-Адольф-Плац (Graf-Adolf-Platz). Скульптура, більша за життя, створена дюссельдорфським скульптором Йоганнесом Кнубелем, була утикана залізними та бронзовими цвяхами, виручка від продажу яких допомогла полегшити труднощі, спричинені війною — до січня 1917 року було зібрано чималу суму в 800 000 марок. Дерев'яна скульптура, вкрита цвяхами та бляшками, до 1934 року настільки сильно постраждала від погодних умов, що її демонтували. Бронзову маску з голови лева та кілька табличок з написами передали до міського музею. До 1937 року Кнубель створив нового лева з тикового дерева, який був сильно пошкоджений під час одного з повітряних нальотів на Дюссельдорф у 1942 році й згодом був знятий. Голова цього другого лева також була передана до міського музею.
Бергзький лев також зображений як Дюссельдорфський лев роботи Ганса Брекера, який з 1955/1956 року знаходиться на терасі адміністративної будівлі на Марктплац 6.
У 1963 році з нагоди 675-річчя міста банк C. G. Trinkaus (з нагоди свого 175-річчя у 1960 році) подарував нового бронзового лева для завершення рову на вулиці Кенігсаллеє. Цей лев був створений скульптором Філіпом Хартом і виготовлений на ливарному заводі Шмаке. Він був відкритий 14 вересня 1963 року.

В усіх трьох Берзьких левах художники — свідомо чи несвідомо — утрималися від зображення значного подвійного хвоста. Вони також опустили корону.

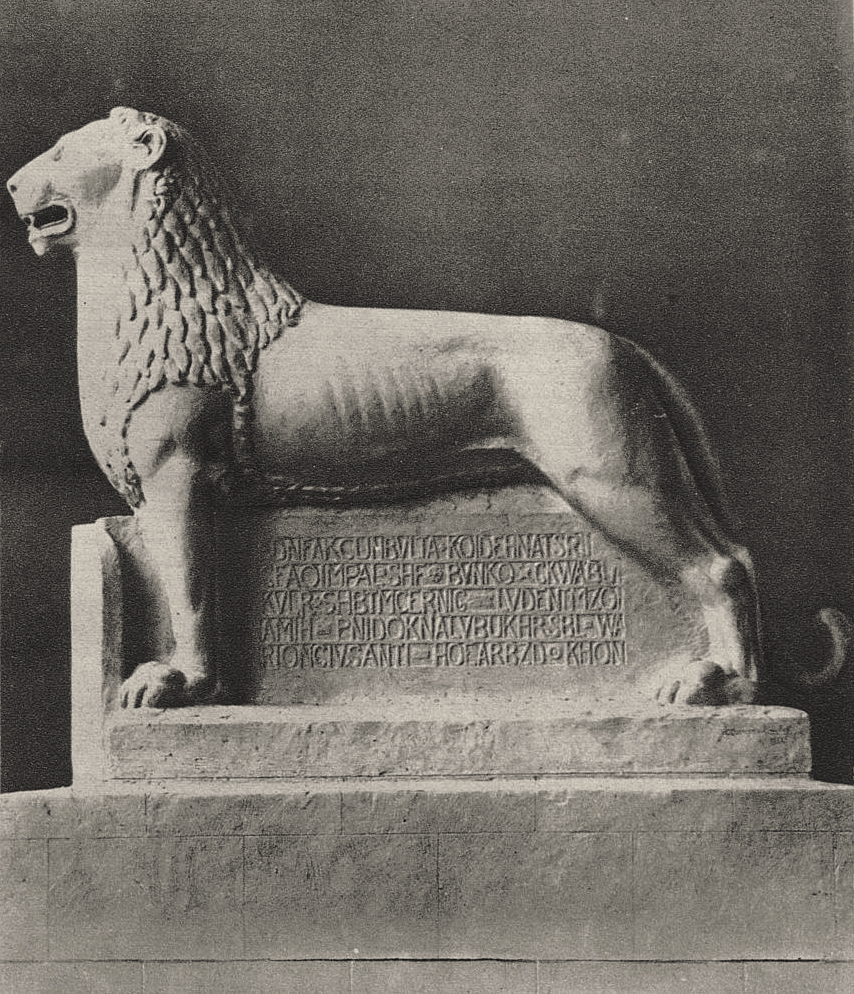
Йоганнес Кнубель: Берзький лев Фото Юліуса Зона (1916)
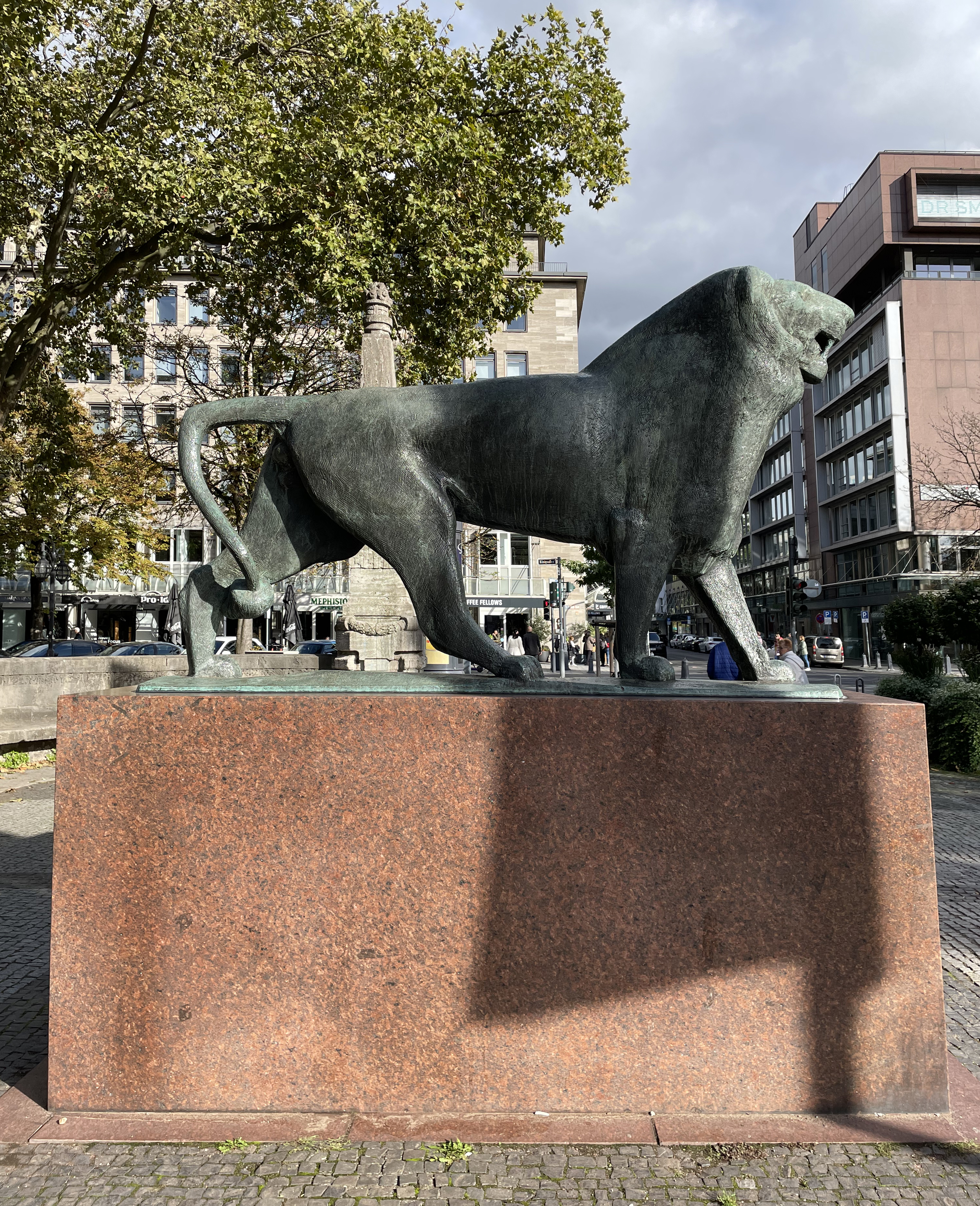
Філіп Харт: Берзький лев на екседрі на південному кінці рову на Кенігсалле (2022)